# بخش جکسون (شهرستان هنکوک، اوهایو)
بخش جکسون (به انگلیسی: Jackson Township) یک منطقهٔ مسکونی در ایالات متحده آمریکا است که در شهرستان هنکاک، اوهایو واقع شده‌است.
 بخش جکسون ۷۶٫۹ کیلومتر مربع مساحت و ۱٬۰۶۵ نفر جمعیت دارد و ۲۵۰ متر بالاتر از سطح دریا واقع شده‌است.